# Abraham Rozenfeld-Boncze
Abraham Rozenfeld-Boncze (ur. 1883 w Opolu Lubelskim, zm. 22 stycznia 1942 w Warszawie) – polski pisarz, literat i dziennikarz żydowskiego pochodzenia.

## Życiorys
Urodził się w ortodoksyjnej rodzinie żydowskiej. Był wieloletnim redaktorem dziennika Der Moment.
Jeden z twórców i przywódców ruchu religijno-narodowego Jeszurun, a następnie przewodniczący partii Mizrachi w Warszawie. Członek synagogi Szaarej Syjon. Podczas II wojny światowej został przesiedlony do getta warszawskiego, gdzie angażował się w pomoc biednym oraz pracował w akcjach Żydowskiego Towarzystwa Ochrony Zdrowia. Był jednym z założycieli kuchni dla biednej inteligencji.
Zmarł w 1942 roku. Został pochowany na cmentarzu żydowskim przy ulicy Okopowej w Warszawie, lecz jego nagrobek nie zachował się.